# Vincenzo Carollo
Vincenzo Carollo (Castelbuono, 8 de desembre de 1920 - Castelbuono, 7 de febrer de 2013) fou un polític italià. Fou assistent d'etnologia a la Universitat de Palerm i secretari provincial de la Democràcia Cristiana Italiana a Palerm. A les eleccions regionals de Sicília de 1955, 1959, 1963 i 1967 i 1971 fou elegit diputat a l'Assemblea Regional Siciliana. El 1960-1961 fou nomenat assessor d'agricultura, el 1961-1964 de treball i el 1964-1967 d'ens locals. També fou president sicilià de 29 de setembre de 1967 a 26 de febrer de 1969.
El 1972 va dimitir quan fou escollit al Senat d'Itàlia a les eleccions legislatives italianes de 1972 pel col·legi de Madonie, i fou reescollit a les de 1976, 1979 i 1983, fins que dimití el 1986. El seu nom va aparèixer en una llista de membres de la lògia P2.